# Loubna Jabakh
Loubna Jabakh is een Belgische politica en juriste van Marokkaanse afkomst, actief in Brussel. Ze heeft een rijke achtergrond in de rechten en heeft verschillende functies bekleed in zowel de juridische sector als de politiek.

## Jeugd en opleiding
Jabakh werd geboren en groeide op in Brussel, waar ze haar passie voor recht en rechtvaardigheid ontwikkelde. Ze studeerde aan de Université libre de Bruxelles (ULB), waar ze haar studies in rechten voltooide en drie diploma's behaalde. Tussen september 1999 en juni 2004 behaalde ze een licentie in privaatrecht, gevolgd door een diploma in fiscaal recht tussen september 2004 en juni 2005. In september 2015 behaalde ze haar master in aanvullende notariaat, die ze in juni 2017 succesvol afrondde.

## Carrière
Na het behalen van haar diploma in privaatrecht begon Jabakh haar professionele carrière als advocaat bij cabinet Litannie in november 2006. Ze werkte daar tot november 2007 en vervolgde haar loopbaan bij Heymans Law Office tot mei 2008. Daarna begon ze haar carrière bij Clifford Chance US LLP als advocaat tot april 2012. Na een korte pauze om persoonlijke redenen, startte ze in februari 2013 in dienst als Tax Specialist bij OCP Group tot augustus 2013. Na verdere onderbrekingen, keerde ze terug naar de juridische praktijk als juriste bij een notariskantoor vanaf april 2014 tot september 2023.
In december 2018, terwijl ze nog steeds als juriste werkte, stapte Jabakh in de politiek als lid van de Parti Socialiste (PS). Ze werd aangesteld als schepen van Franstalige cultuur en stedenbouw in Sint-Joost-ten-Node, waar ze op de veertiende plaats stond op de PS-lijst voor de gemeenteraadsverkiezingen. Ze diende in deze functie gedurende vijf jaar en vijf maanden, voordat ze in februari 2024 vertrok.
Momenteel, sinds november 2023 werkt Jabakh als advocaat bij Barreau de Bruxelles waar ze haar juridische expertise en ervaring blijft inzetten voor haar gemeenschap en haar stad.